# Juiz de Fora
Juiz de Fora és un municipi situat a l'interior de l'estat brasiler de Minas Gerais. El 2021 tenia una població estimada de 577.532 habitants.